# Erik Wischnewski

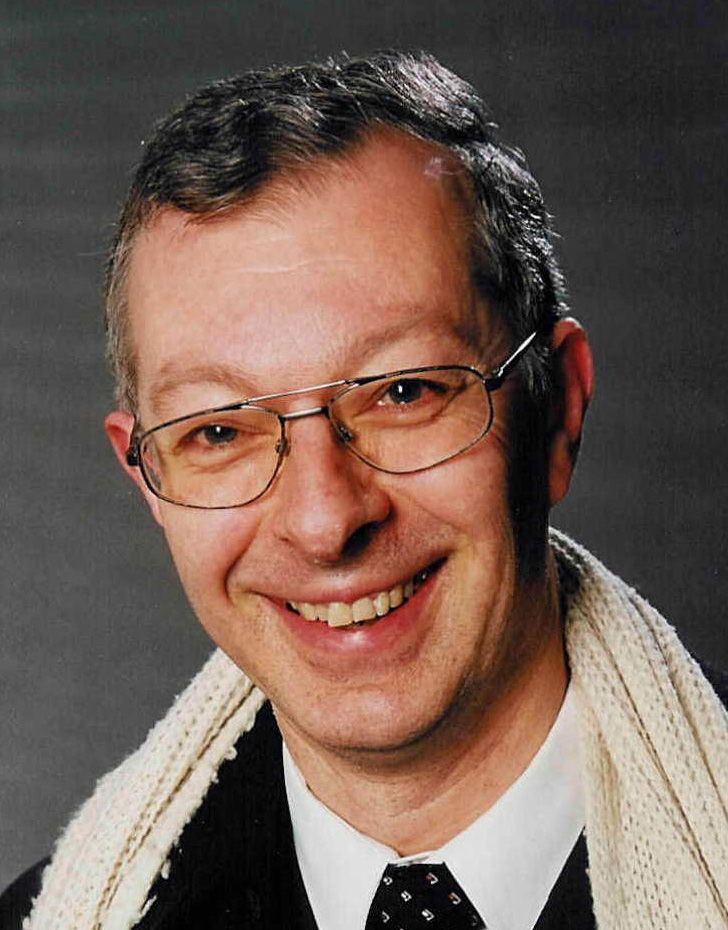
Erik Wischnewski (2001)

Erik Wischnewski (geboren am 4. August 1952 in Hamburg) ist ein deutscher Astrophysiker und Buchautor. Sein bekanntestes Werk ist das dreibändige Fachbuch „Astronomie in Theorie und Praxis“:

## Leben
Erik Wischnewski kam am 4. August 1952 in Hamburg als Sohn der Verwaltungsangestellten Alfred und Charlotte Wischnewski zur Welt. Bereits in der Schulzeit engagierte sich Wischnewski in der naturwissenschaftlichen Forschung und nahm 1972 und 1973 als Landessieger am Bundeswettbewerb Jugend forscht teil. Nach dem Physikdiplom in Astrophysik in Hamburg, promovierte er an der Technischen Universität Graz in Verfahrenstechnik. Seit 1981 lebt Erik Wischnewski in Kaltenkirchen.
Wischnewski verfasste Werke über Projektmanagement, Verkaufsmanagement, Ernährung, Programmieren, Mikroskopie und Astronomie.
Als sein bedeutendstes Werk gilt sein Fachbuch „Astronomie in Theorie und Praxis“, dessen Erstauflage 2004 erschien. Es handelt sich um die Weiterentwicklung eines Vorlesungsskriptes aus dem Jahre 1980. 2025 erschien die 12., erweiterte und überarbeitete Auflage dieses Standardwerkes in der Astronomie. Ergänzend zu diesem Werk betreibt Wischnewski den Youtube-Kanal „Astronomie-Television“ mit derzeit 195 Kurzfilmbeiträgen zu astronomischen Themen.
Weitere Werke sind „Ein Astronom und sein Mikroskop“ von 2020, das „Fachwörterbuch für Astronomie und Astrophysik“ von 2015 sowie „PixInsight lieb gewinnen“ von 2025.
Mitgewirkt hat Wischnewski u. a. an der dreibändigen Biografie des SPD-Politikers Wilhelm Nölling.

## Ehrungen
Am 3. Juni 2012 wurde ein vom österreichischen Astronomen Wolfgang Ries entdeckter Asteroid des inneren Hauptgürtels nach Erik Wischnewski benannt: (227770) Wischnewski.